# Morje, Rače - Fram
Morje je naselje v Občini Rače - Fram, okoli 15 km oddaljeno od Maribora. 

## Zgodovina
Naselje se v zgodovinskih virih prvič omenja v 16. stoletju.

## Geografija
Razloženo naselje na jugovzhodnih obronkih Pohorja se nahaja na pobočjih slemen med Framom in Zgornjo Polskavo. Nove hiše so predvsem na vznožju, ob prehodu na ravnino. Nad dolino potoka Brezovca sta zaselka Brezovec in Stara Gora, na prisojnih pobočjih, med sodobno urejenimi vinogradi, pa zaselka Zgornji in Spodnji Bukovec.

## Demografija
Naselje ima okoli 1500 prebivalcev, število pa se naglo povečuje zaradi ugodne geografske lege in zaradi priseljevanja iz večjih mestnih središč.